# José Aumente Baena
José Aumente Baena (9 de abril de 1922, 6 de noviembre de 1996) fue un psiquiatra y político español nacido en Córdoba.

## Biografía
Médico de profesión, se especializó en psiquiatría, en Madrid, con el profesor López Ibor. Desde joven tuvo una gran inquietud, destacando como una de las figuras que ha sabido comprender y analizar el fenómeno. Colaborador asiduo en los años 50 de las revistas político-culturales de entonces, como "Triunfo", "Cuadernos para el diálogo" entre otras e impartió numerosas conferencias, destacando la pronunciada en la Universidad de Madrid con el título "Crítica de la libertad burguesa".

## Trayectoria
Fundó la revista "Praxis" de breve vida, donde se recogen los primeros contactos entre intelectuales del pensamiento marxista con el cristiano. Desde el principio fue muy criticada y censurada por la dictadura franquista, siendo clausurada por la autoridad gubernativa.
En 1962 funda con otros cordobeses el Círculo Cultural Juan XXIII, del que fue presidente y donde desarrolla una importante labor política y cultural, haciendo del mismo una tribuna pública para toda la oposición, no sólo local sino de toda España. Sus colaboraciones en "Triunfo" fueron constantes y regulares y, en mayo de 1975, a raíz de la publicación de su artículo ¿Estamos preparados para el cambio? fue procesado y la revista -el baluarte de la oposición al tardofranquismo- suspendida por cuatro meses.
En 1972 entró en contacto con Alejandro Rojas Marcos, integrándose en el grupo "Compromiso Político", germen y origen del Partido Socialista de Andalucía, germen del posterior Partido Andalucista, en donde desarrolló una importante labor intelectual en la configuración del nuevo nacionalismo andaluz y que entronca con el pensamiento de Blas Infante. Su aportación teórica más importante al andalucismo ha sido la aplicación metodológica del marxismo, la implicación de los intereses de clase en los planteamientos del nacionalismo andaluz, su ajuste a las realidades concretas, la necesidad de la lucha política y la incidencia revolucionaria que significa un "Poder Andaluz".
En 1986, en el debate en torno al referéndum de la OTAN, Aumente expresó su opinión contraria a permanecer en el organismo internacional.

## Obras
Como ensayista tiene publicados los libros Confrontación, diálogo y compromiso (Nova Terra, Barcelona, 1967), donde aborda el tema del diálogo cristiano-marxista. En su libro La cuestión nacional andaluza y los intereses de clase (Mañana Editorial, Madrid, 1978) Aumente aborda la cuestión andaluza en todas sus dimensiones: conciencia del hecho diferencial andaluz, conciencia de la identidad histórica, de la objetiva situación concreta, de los intereses comunes como pueblo, Andalucía como formación económico social dependiente, Andalucía y los intereses de clase.
Importa destacar su labor de analista político de la actualidad nacional a través de sus colaboraciones en "El País" y, más tarde, en "Diario 16" y en "El Mundo".
El Ateneo Casablanca lo nombró Socio de Honor en 1989 y le otorgó la Fiambrera de Plata en el mismo año. Fue nombrado "Cordobés del año" en el año 1990.